# 伍文定
伍文定（1470年—1530年），字時泰，號松月，湖廣承宣布政使司荊州府松滋縣（今湖北省松滋市西北老城）人，明朝政治人物、軍事將領，同進士出身。

## 生平
伍文定强於騎射，有力氣，喜歡議論。弘治二年（1489年）己酉科湖廣鄉試第五十七名舉人，弘治十二年（1499年）中進士，授常州府推官，善於決斷案件，期間勸魏國公徐與勿佔用民田，退田予民。后因劉瑾接受徐與賄賂，巡撫艾樸等十四人悉數被逮捕，當時伍文定已經升至成都同知，也因此下詔獄，被貶斥為民。
劉瑾伏誅，伍文定重新起用，并平定江西姚源、王浩八等民亂，此後升爲河南府知府，擒拿張勇、李文簡叛亂。因政績，調任吉安府知府，平定永豐及大茅山叛亂，此後輔佐巡撫王守仁平定桶岡、橫水。
寧王朱宸濠稱兵造反，吉安府官民爭相逃亡，是為寧王之亂，伍文定斬殺一個逃亡者后，眾人紛紛安定，并迎接贛南巡撫王陽明入城抗敵。此後知府邢珣、徐璉、戴德孺等紛紛前來共同討伐，伍文定擔任大帥。在戰場上，伍文定中彈，火燒其鬚而不動。平定叛亂后，因功最大，升江西按察使。太監張忠、許泰抵達南昌，意圖冒功，但王陽明已經俘虜朱宸濠抵達浙江。至此張忠大恨，伍文定反被捆綁，伍文定怒罵張忠是想幫寧王報仇，張忠聽到指控頗驚，只好將他放了。之後，伍文定仍然升爲廣東右布政使，未赴任時，世宗已經嗣位。伍文定於是上疏稱張忠自稱皇弟、劉暉自稱皇子，許泰自稱皇帝的副手威武副將軍，都是欺君之罪，并請發放朱宸濠貲財，還給江西官署，并釋放被張忠、許泰冤枉之人、寧王王府中的宗室兄弟，明世宗對此表示嘉獎并批准。
此後論功，升任右副都御史，提督操江。嘉靖三年（1524年）討平海賊董效，后因病請辭。嘉靖六年（年）召為兵部右侍郎，同年冬升任右都御史，掌管都察院事。次年，升任兵部尚書，提督雲南、四川、貴州、湖廣軍，討伐雲南土酋安銓叛亂，并后因尚書方獻夫、李承勛詆毀而令致仕。嘉靖九年（1530年）去世。天啟初年（1621年）追諡忠襄。

## 家族
曾祖伍辰孫；祖伍思恭，贈府同知；父伍琇，府同知、升布政司參議致仕。前母楊氏，封宜人；母李氏，封宜人。慈侍下。

## 延伸阅读
[在维基数据编辑]
 《國朝獻徵錄·卷之三十九》，出自焦竑《國朝獻徵錄》
 《明史卷二百》，出自《明史》